# Вовк, Михаил Григорьевич
Михаил Григорьевич Вовк (1919—1993) — советский военнослужащий. В Рабоче-крестьянской Красной Армии служил с 1939 по 1945 год. Участник Великой Отечественной войны. Полный кавалер ордена Славы. Воинское звание на момент демобилизации — старший сержант. В 1965 году присвоено звание старшины в отставке.

## Биография

### До призыва на военную службу
Михаил Григорьевич Вовк родился 30 декабря 1919 года в селе Лутайка Пирятинского уезда Полтавской губернии Украинской ССР (ныне село Гребёнковского района Полтавской области Украины) в крестьянской семье. Украинец. Окончил семь классов школы в 1935 году. До призыва в армию работал техником-конторщиком и старшим техником-конторщиком на станции Гребёнка Южной железной дороги.

### На фронтах Великой Отечественной войны
В ряды Рабоче-крестьянской Красной Армии М. Г. Вовк был призван Гребёнковским районным военкоматом Полтавской области в октябре 1939 года. Срочную службу проходил в воздушно-десантных войсках. В 1940 году окончил школу младших командиров. В боях с немецко-фашистскими захватчиками М. Г. Вовк с июня 1941 года на Юго-Западном фронте. В июле-августе 1941 года участвовал в обороне Киева. 7 августа был тяжело ранен и эвакуирован в госпиталь. После выздоровления воевал в должности командира стрелкового отделения на Южном фронте в составе 12-й армии. Во время оборонительных боёв в Донбассе в ноябре 1941 года был вновь ранен. После возвращения в строй участвовал в обороне Ворошиловграда, затем с боями отступал сначала за Дон, затем на Северный Кавказ. В сентябре 1942 года 12-я армия была расформирована, а её войска переданы 18-й армии Черноморской группы войск Закавказского фронта. Сержант Вовк попал в 318-ю стрелковую дивизию. Командуя сначала отделением снайперов, затем стрелковым отделением 1337-го стрелкового полка, Михаил Григорьевич принимал участие в Туапсинской оборонительной и Краснодарской наступательной операциях Битвы за Кавказ. Отличился в боях на немецкой оборонительной линии «Готенкопф» в районе Новороссийска. 24 июля 1943 года при штурме высоты Долгая сержант Вовк, подняв личным примером своих бойцов в атаку, первым ворвался в оборонительные порядки немцев. В ходе боя, несмотря на шквальный миномётный огонь, Михаил Григорьевич упорно продвигался вглубь немецкой обороны, уничтожая узлы сопротивления врага, до тех пор, пока не был тяжело ранен осколком снаряда.

### Орден Славы III степени
После излечения сержант М. Г. Вовк с пополнением прибыл в 83-ю отдельную морскую стрелковую бригаду, где его назначили на должность командира артиллерийского орудия отдельного артиллерийского дивизиона. Но артиллеристом Михаил Григорьев воевал недолго. 25 января 1944 года в бою на северной окраине города Керчи он в четвёртый раз был тяжело ранен. В строй Вовк вернулся уже во время боёв за Севастополь и был назначен исполняющим обязанности командира взвода разведки 305-го отдельного стрелкового батальона. В период с 4 по 7 мая в районе посёлка Балаклава он с группой разведчиков неоднократно проникал в тыл противника для ведения разведывательной и диверсионной работы. В ходе рейдов за линию фронта разведчики собрали ценную информацию о силах противника, устройстве его обороны и расположении огневых средств, а также истребили свыше 10 вражеских солдат и офицеров. 7 мая разведвзвод сержанта М. Г. Вовка в качестве усиления был придан стрелковой роте и участвовал в штурме высоты Сахарная Головка. Проявив в бою отвагу и мужество, Михаил Григорьевич лично уничтожил четырёх немецких солдат.
8 мая советским войскам предстояло штурмом взять высоту Безымянная, расположенную восточнее посёлка Карань. Выдвинувшись с группой своих бойцов к немецким позициям, сержант М. Г. Вовк произвёл разведку переднего края противника, выявив его огневые точки и пути подхода к ним. Благодаря полученной от разведчиков информации рота лейтенанта Абрамова стремительным броском достигла вражеских укреплений и в коротком бою уничтожила 3 огневые точки и 19 немецких солдат. Преследуя отступающего противника, разведчики и пехотинцы штурмом взяли ещё несколько опорных пунктов неприятеля и полностью овладели высотой. Уже на самом гребне горы рядом с Михаилом Григорьевичем разорвался снаряд. С серьёзной контузией и двумя осколочными ранениями сержанта Вовка доставили в медсанроту, но врачи быстро поставили бойца на ноги, и через десять дней он уже снова был в строю. За образцовое выполнение боевых заданий командования и личное мужество, проявленное в боях за город Севастополь, приказом от 3 июня 1944 года сержант Вовк Михаил Григорьевич был награждён орденом Славы 3-й степени (№ 61853).

### Орден Славы II степени
После освобождения Крыма от немецко-фашистских захватчиков морские пехотинцы гвардии полковника Л. К. Смирнова некоторое время несли службу по охране черноморского побережья. Затем 83-ю отдельную бригаду морской пехоты перебросили на 3-й Украинский фронт, где морпехи в качестве десантного подразделения должны были содействовать частям 46-й армии в преодолении Днестровского лимана. Операция по форсированию водной преграды была осуществлена в ночь с 21 на 22 августа 1944 года. Разведвзвод 305-го отдельного батальона морской пехоты, помощником командира которого был старший сержант М. Г. Вовк, попал в десантную группу, которой предстояло со стороны моря войти в Цареградское гирло и высадиться на Будакской косе. Первым места высадки достиг старший сержант М. Г. Вовк. Выбравшись на берег, Михаил Григорьевич увлёк находившихся вместе с ним бойцов за собой, и смелым манёвром обойдя позиции противника, вышел в тыл румын и вызвал панику в их рядах, чем способствовал успешной высадке десанта. Расширяя захваченный плацдарм, старший сержант Вовк со своими бойцами вышел к курортному посёлку Бугаз, где румыны создали сильный укрепрайон. Увлекая морских пехотинцев за собой, он первым ворвался в траншеи неприятеля. В ходе ожесточённой рукопашной схватки морпехи сломили сопротивление врага и полностью овладели его укреплениями. При этом Михаил Григорьевич огнём из автомата лично истребил 6 румынских солдат. Пытаясь уничтожить десант, противник открыл по позициям десантников ураганный огонь из ротного миномёта, но старший сержант Вовк, умело маскируясь в кукурузном поле, сумел подползти к огневой точке на 50 метров и гранатой уничтожил миномёт вместе с прислугой. В течение дня десантники взломали оборону врага и штурмом взяли его главный опорный пункт на Будакской косе — противотуберкулёзный санаторий. Сопротивление румын было окончательно сломлено. За отличие в десантной операции по форсированию Днестровского лимана приказом от 14 декабря 1944 года М. Г. Вовк был награждён орденом Славы 2-й степени (№ 8933).

### Орден Славы I степени
В сентябре 1944 года 83-я отдельная стрелковая бригада морской пехоты была передана в подчинение командующего Черноморским флотом. Старший сержант М. Г. Вовк, назначенный на должность помощника командира взвода 2-й стрелковой роты 305-го отдельного батальона морской пехоты, принимал участие в десантных операциях по захвату черноморских портов Бургас и Варна, а также в нескольких десантах на Дунае, в том числе в Опатовацком и Вуковарском, во время которых Михаил Григорьевич непосредственно командовал взводом на поле боя. В ночь на 8 декабря батальон морских пехотинцев майора Д. Д. Мартынова был высажен близ Вуковара с задачей взять под контроль важный транспортный узел и удержать его до подхода частей 3-го Украинского фронта. Захватив идущее вдоль берега Дуная шоссе, морские пехотинцы отразили контратаку немецких танков и ворвались в город. Противник оказывал ожесточённое сопротивление. Многие каменные строения были превращены в опорные пункты, в их подвалах и на чердаках немцы оборудовали пулемётные точки. В ходе ночного боя 8 декабря в районе железнодорожной станции продвижение морпехов было остановлено шквальным огнём станкового пулемёта. Старший сержант Вовк сумел незаметно подобраться к огневой точке и гранатой уничтожил расчёт. Захватив пулемёт в исправном состоянии, он развернул его в сторону немцев и открыл по ним ураганный огонь, истребив до 15 вражеских солдат и офицеров.
К утру значительная часть города оказалась под контролем десантников. Однако противник сумел быстро подтянуть резервы и бросил на ликвидацию десанта крупные силы пехоты и танков. С утра в городе начались ожесточённые бои. Старший сержант М. Г. Вовк, находясь на переднем крае, неоднократно демонстрировал образцы стойкости, мужества и отваги, личным примером воодушевляя своих бойцов. В течение 8 и 9 декабря взвод под командованием Вовка отразил на своём участке 10 яростных контратак неприятеля и нанёс ему большой урон в живой силе и технике. В ходе боя Михаил Григорьевич был тяжело ранен осколком снаряда, но не покинул поля боя до приказа командира.
Почти три месяца М. Г. Вовк провёл на больничной койке. В свою часть он вернулся к весне 1945 года. 83-я отдельная стрелковая бригада морской пехоты в это время вела подготовку к Венской наступательной операции, в рамках которой ей предстояло оказать содействие частям 46-й армии в окружении и разгроме эстергомско-товарошской группировки врага и последующем наступлении на братиславском направлении. В период ожесточённых боёв с 21 марта по 1 апреля 1945 года старший сержант М. Г. Вовк неоднократно демонстрировал доблесть и мужество. Во время Эстергомской и Радваньской десантных операций Михаил Григорьевич лично уничтожил огневую точку врага, мешавшую продвижению батальона, и истребил девять вражеских солдат и одного офицера. 1 апреля на подступах к Братиславе он вновь был тяжело ранен. Это было его седьмое ранение с начала войны. День Победы Михаил Григорьевич встретил в госпитале. За отличие в боях на реке Дунай указом Президиума Верховного Совета СССР от 15 мая 1946 года он был награждён орденом Славы 1-й степени (№ 643).

### После войны
В июне 1945 года 83-я отдельная бригада морской пехоты была расформирована, и старший сержант М. Г. Вовк был демобилизован. Михаил Григорьевич вернулся на Полтавщину. Жил в городе Гребёнка. Работал начальником Гребёнковского районного узла связи. В 1965 году по случаю 20-летия Победы ему было присвоено воинское звание старшины в отставке. Умер Михаил Григорьевич 24 августа 1993 года. Похоронен в городе Гребёнка Полтавской области Украины.

## Награды
- Орден Отечественной войны 1-й степени (11.03.1985)[12];
- орден Отечественной войны 2-й степени (09.08.1943)[9];
- орден Славы 1-й степени (15.05.1946)[2];
- орден Славы 2-й степени (14.12.1944)[5];
- орден Славы 3-й степени (03.06.1944)[11];
- медали, в том числе:
  - медаль «За отвагу» (25.03.1945)[8];
  - медаль «За победу над Германией в Великой Отечественной войне 1941-1945 гг.»;
  - медаль «За оборону Кавказа».

## Документы
- Общедоступный электронный банк документов «Подвиг Народа в Великой Отечественной войне 1941—1945 гг.» Дата обращения: 22 мая 2014. Архивировано из оригинала 11 мая 2017 года. Номера в базе данных:

Орден Отечественной войны 1-й степени (архивный реквизит 1511055085).
Орден Отечественной войны 2-й степени (архивный реквизит 17050671).
Орден Славы 2-й степени (архивный реквизит 23803338).
Орден Славы 3-й степени (архивный реквизит 31927723).
Медаль «За отвагу» (архивный реквизит 50750725).